# Glenea hieroglyphica
Glenea hieroglyphica é uma espécie de escaravelho da família Cerambycidae.  Foi descrito por Pesarini e Sabbadini em 1997.